# Шуляк Олена Олексіївна
Олена Олексіївна Шуляк (нар. 24 січня 1976, Київ) — українська політична діячка. Голова партії «Слуга народу» з 15 листопада 2021 року. Голова Комітету з питань організації державної влади, місцевого самоврядування, регіонального розвитку та містобудування.
Народний депутат IX скл., голова Координаційної ради з вирішення проблемних питань у сфері містобудування при Президентові України, магістр з бізнес-адміністрування, сертифіковний аудитор (з 1999 року). В минулому менеджер у девелопменті та будівництві, віцепрезидент із фінансів української філії Young Presidents’ Organization, екскерівник Наглядової ради Української будівельної спільноти, екс-член правління BRDO, експідприємець,співзасновник Спілки українських підприємців.

## Життєпис
Після закінчення загальноосвітньої школи у м. Києві, Олена Шуляк у 1992—1997 роках навчалась в Українському транспортному університеті, який закінчила з відзнакою за спеціальністю «Економіка і управління в будівництві».
У 2003—2005 роках також навчалась у Міжнародному інституті менеджменту та здобула освітній ступінь магістр бізнес-адміністрування.
Крім того, з 2010 до 2012 року навчалась заочно у Київському національному університеті імені Тараса Шевченка за спеціальністю «Психологія».

### Бізнес-кар'єра
Підприємницьку діяльність розпочала після закінчення вишу. В 1999 році О. Шуляк була сертифікованим аудитором, власником і директором ТОВ "Аудиторська фірма «Стандарт».
З 2000 року ТОВ "Аудиторська фірма «Стандарт» почала працювати, як самостійна професійна бізнес-одиниця фінансово-промислової групи «Midland Group». У 2007 році вона була призначена Генеральним директором цієї компанії. Цього ж року був відкритий український офіс «Midland Development». Компанія деякий час була частиною фінансово-промислової групи, яка працювала в Україні, Росії, Канаді, США і країнах Європи. Та після Революції Гідності, у лютому 2014 року, Олена Шуляк зі своїм бізнес-партнером розірвали юридичні і фактичні стосунки з російським бізнесом. Того ж року вони перекваліфікували бізнес і почали займатися будівельним аудитом, дослідженнями, консультаціями. «Midland Development Ukraine», донині (станом на 2022 р.), займається інжиніринговою діяльністю, втім уже без участі Олени Шуляк.
З 2005 по 2007 роки Олена також була членом  наглядової ради ЗАТ «Експрес-Банк».
У 2014—2015 роках Шуляк очолювала Наглядову раду Української будівельної спільноти (Ukrainian Building Community).
У жовтні 2017 року, Олена Шуляк стала співзасновником ТОВ «Кріейтор», що займається у Києві діяльністю з надання в оренду й експлуатацію власного чи орендованого нерухомого майна.

## Політика
На виборах до Київради у 2014 році балотувалася від партії «Демальянс». Вибори програла. Працювала гендиректором ТОВ «Мідленд девеломент Україна», яке входить до Midland Group. Товариство, де працювала Шуляк, — велика фінансово-промислова група, до складу якої входять близько 70 підприємств. Серед них: «Запоріжсталь», «Запорізький залізорудний комбінат», «Запоріжвогнетрив», «МД Груп», «Трубосталь», «Інтертрансполіс» та інші.
На парламентських виборах 2019 року обрали народним депутатом від партії «Слуга народу», № 13 у списку.Партійний список «Слуги Народу», до якого Олена Шуляк була включена під № 13, формувався виключно з людей, які раніше не були дотичні до політичних процесів.
Згодом Олена Шуляк стала одним з 14 заступників голови депутатської фракції партії «Слуга народу», заступником голови Комітету з питань організації державної влади, місцевого самоврядування, регіонального розвитку та містобудування у Верховній Раді України IX скликання (з 29 серпня 2019 року), головою міжфракційного об'єднання народних депутатів у Верховній Раді України «За Велике будівництво!».
З 15 листопада 2019 року до 11 березня 2020 року була представником Кабінету Міністрів України у Верховній Раді України. У зв’язку з формуванням нового складу Кабінету Міністрів України, Олена Шуляк з власної ініціативи написала заяву про припинення виконання функцій постійного представника КМУ у ВРУ. 
29 грудня 2020 року була призначена головою Координаційної ради з вирішення проблемних питань у сфері містобудування, як консультативно-дорадчого органу при Президентові України.
15 листопада 2021 року Олена Шуляк очолила партію «Слуга народу».
13 грудня 2022 року Верховна Рада обрала Шуляк головою Комітету з питань організації державної влади, місцевого самоврядування, регіонального розвитку та містобудування.

### Законотворча діяльність
Станом на листопад 2021 року, Олена Шуляк стала автором та співавтором 135 законопроєктів і за підсумками руху “Чесно”, увійшла в трійку найбільш ефективних депутатів Верховної ради у 2020 році. Здебільшого законопроєкти її авторства, спрямовані на вдосконалення містобудівної галузі, створення можливостей для ефективної реалізації програми “Велике будівництво”,  покращення соціальної сфери. Активно підтримує впровадження ринку землі в Україні, деолігархізацію, діджиталізацію, велику і малу приватизацію.  є одним з головних авторів законопроєкту 5655 про реформу містобудування
Будівельну реформу блокують мери великих міст, які побоюються втратити повноваження у цій сфері. 
Законопроєкт №5655 є продовженням цифровізації, що має ліквідувати корупцію, щорічні обсяги якої у будівельні сфері оцінюються у 10 млрд грн. Йдеться про позбавлення чиновників можливості одноосібно ухвалювати рішення щодо видачі дозволів та прийому будинків у експлуатацію.
Законопроєкт №7198 авторства Олени Шуляк став основою впровадження другого етапу великої комплексної програми єВідновлення»з виплати компенсації за пошкоджене та зруйноване внаслідок воєнних дій житло українців. Перший етам єВідновлення передбачав отримання власниками пошкодженого житла цільових коштів на ремонтні роботи. Другий етап єВідновлення, який стартував 1 серпня 2023 року, передбачає можливість власників обирати, як використати державну компенсацію: на придбання готової квартири в багатоквартирному будинку, або ж на будівництво (ремонт) нового приватного будинку на своїй території. У 2024 році заплановані виплати компенсацій власникам зруйнованих приватних будинків, а також тим, хто відремонтував пошкоджене житло власним коштом. Також триває робота над поширенням програми компенсацій за зруйноване житло на тимчасово окупованих територіях.
Окрім цього, Олена Шуляк ініціювала виділення 49 млн грн у Держбюджеті 2021 року на оновлення ДБН (правка про збільшення 49 млн грн з адміністративних витрат на органи влади). Разом з попередньо закладеними коштами, на ці цілі розробники ДБН отримали 56 млн грн фінансування.
З головних законопроєктів Олени Шуляк, які підтримав парламент у другому читанні та в цілому, виділяють: 
- №1052 про вдосконалення нормування в будівництві. Документ впроваджує сучасні архітектурні рішення та нові технології у будівництві.

- №2698 про надання будівельної продукції на ринку. Україна взяла на себе зобов’язання в рамках асоціації з ЄС гармонізувати стандарти щодо будівельних виробів, відповідно до регламенту № 305 (документ про перехід до цивілізованого ринку будівельних виробів). Цей документ дозволяє гармонізувати стандарти щодо будівельних виробів в Україні, відповідно до європейських.

- №5091 про гарантування речових прав на об’єкти нерухомого майна, що будуть споруджені в майбутньому. Документ запроваджує надійні запобіжники від махінацій в житловій нерухомості.

Президент України Володимир Зеленський заявив, що не підписав законопроєкт №5655, який передбачає реформу містобудування, з особистих міркувань, а не через рекомендації міжнародних партнерів.
- №7198 про механізм компенсації за зруйноване та пошкоджене українцям житло внаслідок повномасштабного російського вторгнення в Україну. Документ є інструментом для отримання компенсацій, також забезпечує повноцінне відновлення житлової інфраструктури громад. Згідно з законопроєктом №7198, процес надання компенсацій забезпечується цілісною екосистемою цифрових рішень та інноваційних інструментів. Ключовий серед них – Реєстр пошкодженого та знищеного майна, до якого вносяться всі дані про руйнування. Також до Реєстру комісії вносять рішення щодо компенсації та з його ж допомогою виготовлятимуть житлові сертифікати. Таким чином законопроєктом №7198 робить процедуру компенсації максимально прозорою, позбавляючи місцевих чиновників можливості маніпуляцій.

Законопроєкт №9664 покликаний врегулювати та спростити процеси, пов’язані з формуванням земельних ділянок та будівництвом об’єктів у внутрішніх морських водах (у тому числі під акваторією морських портів) та територіальному морі України, автоматизувати видачу містобудівних умов та обмежень забудови земельної ділянки в межах морського порту, удосконалити планування розвитку морських портів України. В умовах необхідності відновлення та розбудови портової інфраструктури це дозволить позбутися корупційних ризиків у цій сфері, створити сприятливі умови для залучення інвестицій, збалансувавши інтереси держави та інвесторів. 
Законопроєктом вперше передбачено впровадження повністю автоматизованої видачі містобудівних умов та обмежень забудови земельної ділянки в межах морського порту. 
Також законопроєкт передбачає розробку плану розвитку порту – це електронний документ, який вноситься до ЄДЕССБ. З неї автоматично генеруються містобудівні умови і обмеження без втручання посадовців.
План розвитку морського порту має містити деталізовану схему морського порту з зображенням будівель та споруд, які розміщені та планується розмістити в морському порту з прив’язкою до місцевості, з переліком запланованих об’єктів будівництва, їх описом та строками будівництва, обмеження у використанні земель та інші елементи. 
Ці зміни у комплексі дозволять запобігти корупції у сфері будівництва портової інфраструктури, зробить процес відновлення та розбудови портів прозорим, що сприятиме залученню інвестицій та збільшенню кількості робочих місць у цій галузі.

### Майно та доходи
У 2020 році Шуляк задекларувана у спільній власності з чоловіком п'ять квартир та два паркувальних місця. З 2012 року Шуляк володіє автомобілем Land Rover (2012 року випуску), у сім’ї також є BMW X6 з 2009 року. Станом на кінець 2020 року Шуляк мала 552 тис. грн та $415 тис. готівкою. Відомості про кошти внесені до декларації про майновий стан і доходи.
24 лютого 2022 НАЗК закрило доступ до публічної частини Реєстру декларацій. Це було пов’язано з відсутність технічної можливості через збої в системі НАЗК. Олена Шуляк подати декларації за 2021 та 2022 рік одразу після відновлення обов’язкового декларування. 

### Громадська діяльність
У квітні 2015 року Шуляк була кандидатом на посаду глави Державної фіскальної служби України, які подали свої заявки в електронній формі до участі у конкурсній процедурі.
Олена Шуляк обрана членом правління та керівником сектору «Будівництво» громадської організації «Офіс ефективного регулювання» (Better Regulation Delivery Office — BRDO) — незалежного неурядового експертно-аналітичного центру, створеного за ініціативи Міністерства економічного розвитку та торгівлі України, а також Світового банку та уряду Канади.
Олена Шуляк є одним зі співзасновників «Hearts Charity Evening» — благодійного вечора, який підтримує розвиток ендоваскулярної медицини в Україні та збирає кошти для проведення ендоваскулярних операцій дітям з різними ступенями вад серця. Місія благодійного проєкту — забезпечити доступ до ендоваскулярних імплантатів всім дітям із вадами серця, яким потрібна така операція.

## Скандали
Через реформу містобудування, на Олену Шуляк були зафіксовані численні інформаційні напади, які стосувалися не лише її особисто, а й членів її родини: чоловіка та дочки. 
Зокрема, у деяких ЗМІ була поширена інформація про те, що чоловік Олени Шуляк, попри обмеження для військовозобов’язаних, нібито виїхав за кордон з коштовними речами. Наразі триває судовий процес щодо спростування неправдивої інформації.  
У липні 2023 року була розгорнута інформаційна кампанія, яка стосувалася дочки Олени Шуляк. Ще студенткою Дарина Шуляк підпрацьовувала в Інституті когнітивного моделювання Спартака Субботи. Недоброчесні ЗМІ написали, що Дарину взяли на роботу нібито після того, як політична партія “Слуга Народу” перерахувала кошти ІКМ. Йдеться про оплату за навчання для партійців під час підготовки місцевих виборів, яке замовив тодішній очільник партії Олександр Корнієнко. Олена Шуляк на той момент не була Головою політичної партії «Слуга Народу». Тобто працевлаштування Дарини Шуляк в ІКМ ніяк не пов’язано з політичною діяльністю її матері Олени Шуляк, як про це написали ЗМІ. 
Візит Олени Шуляк до військовослужбовця у госпіталь був продиктований не критикою законопроєкту №5655, а бажанням допомогти Олегу Симорозу у складний для нього час. Голова партії "Слуга народу" Олена Шуляк заявила, що вона щодня вдячна українським військовим та прагне допомогти їм. Вона заявила, що саме це і є метою її зустрічей з українськими захисниками.
Народні депутати від фракції  “Слуга Народу” звернулися до Кабінету міністрів із закликом внести зміни до згаданої постанови і не розповсюджувати заборону на всіх жінок-депутатів місцевих рад. 
Як наслідок, Уряд розширив категорії жінок та чоловіків серед держслужбовців, які можуть виїхати за кордон. Згідно з постановою Кабінету міністрів № 119 від 10 лютого, жінка, яка є усиновлювачем, опікуном, піклувальником, однією з прийомних батьків або однією з батьків-вихователів, яка виховує дітей до 18 років, може виїхати за кордон для відвідування дитини або її супроводу.

## Родина
- Чоловік — Олександр Олександрович Шуляк, засновник та керівник юридичної фірми «Енжіай Груп», яка займається купівлею і продажем нерухомості.[24]
- донька Дарина

## Нагороди
- Орден княгині Ольги III ступеня (23 серпня 2021)[25]